# New Age Travellers
Os New Age Travellers são um grupo de pessoas, criado nos anos 1980 e 1990, normalmente expostos à Nova Era e a crenças hippies, que viajam entre festivais de musica e feiras por todo o Reino Unido com o objectivo de viverem em comunidade com pessoas com as mesmas crenças.
O seu meio de transporte consiste em carrinhas, caminhões, autocarros, caravanas e tudo que possam transformar em casas moveis, também dando construindo abrigos básicos como tipi e ger. Apenas um pequeno grupo ainda mantém este tipo cultura activo, havendo manifestado-se noutros países como a Nova Zelândia uma cultura semelhante.

## Marcha Pacífica
No Reino Unido durante os anos 1980, as casas móveis dos seguidores do movimento (geralmente antigas carrinhas, caminhões, autocarros incluindo os típicos de dois andares) eram guiadas em marcha. Este movimento deparou-se com uma significante oposição por parte do Governo Britanico, com tentativa de prevenir a sua entrada nos campos do Stonehenge gerou-se a Batalha de Beanfield em 1985 , onde se registou o maior numero de detenção de civis na história Inglesa.

## Manifestações Internacionais

### Nova Zelândia
Os Caminhões Casa são individuais, familiares ou grupos que converteram antigos caminhões e autocarros em casas móveis e vivem nelas, preferindo um desapego e um estilo de vida nômade converteram-nos em casas convencionais. Estes veículos únicos começaram a aparecer por toda a Nova Zelândia por volta dos anos 1970 e mesmo pensando-se que eles eram poucos, ainda hoje continuam nas ruas da Nova Zelândia.
Uma manifestação desta cultura foi com o Blerta (1970-1973), o circo viajante de música, teatro de luz e arte. Isto envolveu o conhecido actor neozelandês Bruno Lawrence e mais 30 ou 40 "parasitas" que viajaram com ele por todo o país, a maior parte deles eram hippies, groovers e pensadores livres.

## Leitura complementar
Gardner, Peter. "Medieval Brigands, Pictures in a Year of the Hippy Convoy" Published 1987 by Redcliffe, Bristol. ISBN 0 948265 0 27
- Colville, Fergus.  Timeshift: New Age Travellers BBC Four, August 2005
- Lodge Alan, Uma galeria de imagens sobre New Age Travellers, a maioria dos anos 1980 e 1990 Visitado em 19 de fevereiro de 2010
- Mr. Sharkey, Gypsy Faire "Muitas dessas imagens [da Nova Zelândia] são cortesia de Chris Fay, anteriormente editadas e publicadas por Roadhome NZ"
- Staff, BBC 2003,, Inside Out, BBC, 20 January 2003, "After being forced to camp illegally for years, Brighton Council are the first to introduce a legal site for New Age Travellers".
- Worthington, Andy (Jun 2005) The Battle of the Beanfield, Enabler Publications and Training Services, ISBN 0952331667 9780952331667
- Worthington, Andy (June 2004). Stonehenge: Celebration and Subversion, Alternative Albion, ISBN 1872883761 9781872883762
- UK Hippy  and Tribal Living  counter-culture community websites.